# Drosophila insignita
Drosophila insignita är en tvåvingeart som beskrevs av Elmo Hardy 1965. Drosophila insignita ingår i släktet Drosophila och familjen daggflugor.
Artens utbredningsområde är Hawaii.